# Bitwa pod Châtillon
Pierwsza bitwa pod Châtillon – starcie zbrojne, które miało miejsce 5 lipca 1793 roku podczas francuskiej wojny domowej, która przeszła do historii pod nazwą wojny w Wandei. Bitwa zakończyła się zwycięstwem wandejskich powstańców nad armią republikańską.

## Przed bitwą
Armii republikańskiego generała François-Josepha Westermanna udało się wedrzeć do serca Wandei. Châtillon – stolica zbuntowanego regionu – została zajęta. Większość oddziałów Wielkiej Armii Katolickiej i Królewskiej została odparta podczas bitwy pod Nantes, a głównodowodzący rojalistów, Jacques Cathelineau został ciężko ranny.
Niemniej jednak Wandejczycy musieli zareagować na wrogi najazd. Generałowie Charles de Bonchamps, Jean-Nicolas Stofflet oraz Gaspard de Bernard de Marigny zgrupowali swoje oddziały pod Cholet. Nad rankiem 5 lipca połączyli się z siłami Rochejaqueleina i Lescure'a w drodze do Châtillon.

## Przebieg bitwy
O godzinie 10 rano wystrzał z działa Marie-Jeanne dał powstańcom sygnał do ataku. Zbliżywszy się niepostrzeżenie do pozycji wroga, pierwsza kolumna Wandejczyków pod wodzą Bonchampsa, Lescure'a i Rochejaqueleina zaatakowała republikanów na zachodnim płaskowyżu Château-Gaillard. Zaskoczeni i przerażeni krzykami oraz liczebnością sił przeciwnika, republikanie rzucili się do ucieczki, zbiegając w bezładzie w dół stromego zbocza płaskowyżu. Wycofując się w kierunku Châtillon, wpadli na drugą kolumnę rojalistów, dowodzoną przez Stoffleta i Marigny'ego. Wkrótce bitwa przeniosła się do miasta. Generałowi Westermannowi zabrakło czasu, by zorganizować oddziały. Dosiadł swojego konia i przyłączył się do kawalerii, uciekającej w kierunku Bressuire.
Część żołnierzy republikańskich poddała się, jednak wzniecone przez nich pożary wzmogły w żołnierzach wandejskich żądzę zemsty. Doprowadziło to do masakry części spośród żołnierzy Republiki. Niektórzy wandejscy oficerowie, w tym Marigny - który osobiście zabił kilku jeńców - przyczynili się do eskalacji rzezi. Z kolei inni dowódcy, jak Lescure, usiłowali położyć kres masakrze jeńców, dzięki czemu uratowano przed śmiercią około 1000 wziętych do niewoli żołnierzy wroga.

## Skutki
Z ponad 6 tys. żołnierzy strony republikańskiej ok. 2 tys. zginęło podczas walki lub masakry. 3 tys. kolejnych dostało się do niewoli. Poza tym republikanie stracili całą artylerię. Tylko 500-osobowemu oddziałowi kawalerii, na czele z Westermannem, udało się uciec z Châtillon. Republikańska jazda została jednak zaatakowana przez Wandejczyków w drodze powrotnej do Parthenay. Atak rojalistów przetrwało tylko 300 żołnierzy Westermanna.
O ile wyprawa Westermanna rozpoczęła się źle, o tyle jej koniec był katastrofalny. Westermann został wezwany przez Konwent do Paryża. Konwent odesłał go do Niort, gdzie dowódca stanął przed sądem wojennym. Został jednak uniewinniony, ledwie uniknąwszy gilotyny.